# Il giorno del perdono
Il giorno del perdono (titolo originale Four Ways to Forgiveness) è una raccolta di quattro novelle di fantascienza scritte da Ursula K. Le Guin, pubblicata nel 1995.
Le quattro storie hanno un'ambientazione comune, i pianeti di Werel e Yeowe, nel contesto dello scenario futuro del Ciclo dell'Ecumene. La loro storia è accuratamente descritta nell'appendice Note su Werel e Yeowe (Notes on Werel and Yeowe).
In ognuno di essi viene rappresentato il rapporto privato tra un uomo e una donna, che provengono da culture o addirittura da mondi diversi, che confluisce nel più ampio contesto storico e sociale. I temi principali sono quelli dell'emancipazione femminile, del perdono e della riconciliazione.

## Storia editoriale
I racconti erano apparsi precedentemente su rivista, Tradimenti (Betrayals) su Blue Motel nel 1994, Il giorno del perdono (Forgiveness Day), Un uomo del popolo (A Man of the People) e Liberazione della donna (A Woman's Liberation) su Isaac Asimov's Science Fiction Magazine fra 1994 e 1995.

## Ambientazione
Werel e Yeowe sono il terzo e quarto pianeta di un sistema di 16 pianeti, orbitanti attorno ad una stella bianco-gialla, RK-tamo-5544-34, distante circa 80 anni luce da Hain.
Sono gli unici due del sistema a rientrare nei parametri hainesi di atmosfera, gravità e clima.
La flora è in gran parte indigena, mentre la fauna è interamente di derivazione hainese. Lo spettro delle radiazioni solari ha richiesto un adattamento fisico dei colonizzatori: colorazione cianotica della pelle e occhi senza sclera visibile.
Sul quinto pianeta, Rakuli, esistono solo forme di vita invertebrata e non è mai stato colonizzato.

### La società di Werel
Circa quattromila anni prima del presente (2102 Anno Ecumenico), su Werel una popolazione aggressiva e progredita, di pelle scura, conquista le terre di genti dalla pelle chiara, istituendo una società capitalista e schiavista basata sul colore della pelle, che varia dal nero bluastro della classe dominante, i padroni o "possidenti", al grigiastro della classe subalterna, gli schiavi o "proprietà" (mai chiamati uomini e donne), "polverosi" o "gessosi" in senso dispregiativo.
I gareot sono possidenti che possiedono un'unica proprietà o nessuna e in genere si mettono al servizio di una famiglia, o gestiscono attività e servizi nelle città.
I veot sono i membri di una casta guerriera ereditaria di possidenti.
Le donne possidenti sono una sottoclasse o casta inferiore, in quanto pur essendo socialmente superiori alle proprietà sono a loro volta proprietà legali dell'uomo e non possono possedere proprietà personali. Il grado di restrizione imposto alle donne riflette la ricchezza e il potere della famiglia: le donne gareot hanno notevole libertà di movimento e occupazione, mentre le donne di famiglie ricchie sono confinate nel "beza", la zona femminile delle grandi magioni padronali, ed escono raramente, sempre accompagnate da ampie scorte di uomini.
Gli schiavi sono in generale lul, posseduti da una singola persona o famiglia, le eccezioni sono i makil (travestiti, attori, ballerini, musicisti, pagliacci), posseduti dalla Corporazione del Divertimento, i soldati-proprietà, posseduti dall'Esercito, i "liberi col taglio" o eunuchi, schiavi maschi castrati, che occupano una posizione sociale di privilegio e posti influenti negli apparati burocratici.
I possidenti affittano le proprietà superflue come manodopera per le industrie e le attività commerciali. Nelle città e gli "affittati" costituiscono il gruppo prevalente delle proprietà.
Vige una totale separazione tra le proprietà maschi e femmine, i legami di coppia sono scoraggiati, non esiste alcuna forma di matrimonio, la procreazione è selettiva per raggiungere il livello ottimale di prole.
I possidenti a favore dell'abolizione del sistema schiavista sono riuniti nel gruppo chiamato Comunità, mentre un analogo obiettivo è perseguito fra gli schiavi dal movimento clandestino chiamato Hame.
La nazione più grande, ricca e potente di Werel è il Voe Deo, tutte le altre sono colonie, stati clienti o comunque dipendenti dal punto di vista economico. Fra di essi, il Bambur, il Gatay e i Quaranta Stati.
Nel 1724 AE su Werel giunge il Primo Nunzio dell'Ecumene, che viene accolto con sospetto. Non solo viene rifiutata l'alleanza, ma il Voe Deo proibisce agli alieni l'accesso nel sistema solare e, spinto dalla paranoia di un ritorno in armi degli alieni, entra in una fase di sviluppo tecnologico accelerato e di intensificazione del progresso industriale, che permette la colonizzazione del vicino Yeowe in soli tredici anni.
Nei successivi tre secoli i rapporti con l'Ecumene sono sporadici.

### Religione
La religione di Stato del Voe Deo, imposta anche agli stati clienti, è il culto di Tual la Misericordiosa, Signora del Soccorso, divinità materna della pace e del perdono. È considerata l'incarnazione più importante di Ama l'Increato o Spirito Creatore.
Il Tualismo è la religione dei possidenti, mentre fra le proprietà e l'esercito è generalmente diffuso il culto di Kamye, definito lo Spadaccino, il Mandriano (divinità agreste) o anche lo Schiavo (in quanto a lungo servo del Signore del Crepuscolo).
Tual è inclusa nel credo kamyita come Kamye, a sua volta incarnazione di Ama l'Increato.
I sacerdoti tualiti tollerano la pratica kamyita, che non possiede un clero ufficiale, perché entrambi i culti condividono analoghe pratiche, ispirate alla rinuncia delle cose terrene per vincere la realtà apparente, come la "discesa nel silenzio". In vecchiaia, una volta terminati i compiti di genitore e cittadino, il credente deve dedicarsi alla fortificazione della propria anima, mentre il corpo si indebolisce, lasciando la propria vita e i propri beni, per ritirarsi in solitudine, silenzio e povertà in posti solitari.
Il testo sacro dei kamyiti è l'Arkamye o Vita di Kamye, un'epopea guerriera che si è tramandata da tremila anni in forma orale, in quanto lettura e scrittura sono state quanto più scoraggiate fra le proprietà. In esso si propugnano virtù da schiavo/guerriero: obbedienza, coraggio, pazienza, altruismo, indipendenza spirituale dalle cose del mondo.

### La colonizzazione di Yeowe
L'immensa colonia schiavista di Yeowe è di proprietà di Quattro Corporazioni, che hanno il pieno e attivo sostegno del governo del Voe Deo, il maggior investitore di capitale e beneficiario dei profitti: la Corporazione delle Miniere di Yeowe, la Corporazione Forestale del Secondo Pianeta, la Corporazione Spedizioniera Yeowiana e soprattutto la Corporazione delle Piantagioni di Yeowe, che sfrutta il clima caldo e costante e l'assenza di parassiti nocivi per una coltura sistematica di cereali e frutta.
Nel giro di tre secoli, l'introduzione scriteriata di piante e animali wereliani, lo sfruttamento intensivo della terra, attraverso miniere e monoculture, l'inquinamento industriale e la lunga guerra, distruggono l'habitat originario del pianeta.
Per l'intero primo secolo di colonizzazione, vengono importati da Werel solo schiavi maschi, posseduti collettivamente dalle Corporazioni, sfruttati così duramente da avere un'aspettativa di vita lavorativa di pochi anni. Dal secondo secolo cominciano ad essere importate anche schiave donne, come "bestiame da riproduzione", costrette ad inserirsi nel sistema esistente come esseri inferiori agli uomini, proprietà non solo delle Corporazioni, ma anche delle tribù di schiavi uomini.
A partire dal secondo secolo comincia anche un flusso di manodopera dalle piantagioni alle città, dove i servizi sono gestiti da "liberti", schiavi che, pur non esistendo l'emancipazione, hanno ottenuto uno status semi-indipendente, pagando una tassa di riscatto alle Corporazioni di appartenenza per svolgere lavori indipendenti.
Nel terzo secolo si consolida la classe professionale dei liberti a cui viene concessa anche un'educazione, in quanto si rende necessaria una manodopera istruita, perché l'abuso delle risorse del pianeta non garantisce più sufficienti profitti dall'attività mineraria ed agraria e dall'esportazione delle materie prime, e si rende necessario sviluppare un'industria avanzata. Le donne cominciano ad organizzarsi in circoli per istruire donne e bambini e chiedere una rappresentanza nei consigli tribali.
Alla fine del terzo secolo, su Yeowe vivono 450 milioni di abitanti, con una proporzione schiavi/possidenti di 100/1 e metà degli schiavi sono liberti.

### La Guerra di Liberazione
Nelle fabbriche gestite dalla Corporazione del Secondo Pianeta nascono i primi disordini e tumulti fra i lavoratori che non sopportano di essere divenuti parte del processo incomprensibile della catena di montaggio. Ma la Liberazione nasce nelle piantagioni, ad opera delle organizzazioni delle donne di tribù che chiedono leggi contro la schiavitù sessuale e pratiche barbare come lo stupro rituale.
La prima rivolta scoppia nel 2041 AE, nella piantagione di Nadami, nella provincia di Eyu, in seguito all'ennesimo raid per ricondurre in piantagione con la forza le schiave andate in città. Gli schiavi riescono ad accedere alle armi e massacrano i possidenti. Tre tribù riunite riescono a sconfiggere gli uomini delle Corporazioni in battaglia e dichiarano l'indipendenza dello Stato di Eyu. Bombardamenti aerei e truppe di fanteria soffocano l'insurrezione in soli dieci giorni e viene compiuta una terribile ritorsione nella città di Soyeso, dove tutti i sopravvissuti, compresi vecchi e bambini, vengono raggruppati e schiacciati dai cingolati.
Questa veloce vittoria delle Corporazioni non serve però a impedire che rivolte e insurrezioni comincino a scoppiare in tutto il pianeta. All'inizio le Corporazioni si limitano ad importare mercenari dalle nazioni povere Werel, ma quando questo non si rivela sufficiente per sopraffare i ribelli, agevolati da un conflitto condotto a livello di guerriglia, chiedono al governo del Voe Deo l'invio dell'esercito regolare per salvaguardare l'interesse nazionale.
Dopo oltre due decenni, la rivolta partita da Nadami è ancora viva e il Voe Deo decide di soffocarla definitivamente con l'invio di ben 45.000 uomini ma, sette anni dopo, con il terribile bilancio finale di 300.000 morti, quasi tutti veot e possidenti volontari, Werel lascia definitivamente Yeowe ai ribelli.
L'Ecumene invia sul pianeta liberato un Nunzio stabile, che collabora nei negoziati per porre fine al controllo economico delle Corporazioni e del governo voedeano. Ma, una volta scacciati i nemici wereliani, il movimento di liberazione si frantuma in fazioni e scoppiano guerre tribali su tutto il pianeta. La fazione più importante, rappresentata dal Partito Mondiale guidato dal Capo Abberkam, è radicalmente xenofoba, vorrebbe cacciare da Yeowe non solo i wereliani ma anche gli alieni dell'Ecumene. Dopo l'imprevista rovinosa caduta di Abberkam e il disfacimento del Partito, l'Ecumene sostiene il governo provvisorio del Partito della Libertà fino allo svolgimento delle prime libere elezioni, nell'Anno III della Liberazione, in occasione delle quali viene approvata la prima Costituzione.

### L'ingresso nell'Ecumene
Yeowe entra nell'Ecumene nell'Anno XI della Liberazione (2083 Anno Ecumenico), mentre Werel vi entra tre anni dopo, a distanza di 359 anni dal primo contatto.
Su Yeowe le organizzazioni femminili, anche con l'aiuto del Vice-Nunzio dell'Ecumene Yehedarhed Havzhiva, lottano fieramente contro la gerarchia di potere maschile, perché la Costituzione, che si riferisce solo a cittadini maschi, venga emendata per comprendere nella definizione di cittadino anche le donne.
Nell'Anno XVIII della Liberazione, in seguito a referendum popolare, vengono infine approvati gli Emendamenti alla Costituzione.

## Trama

### Tradimenti (Betrayals)
Yoss è stata un'insegnante fisica e una dirigente scolastica. Una volta raggiunti i sessant'anni, rimasta solo perché sua figlia e i suoi nipoti hanno lasciato Yeowe per raggiungere Hain, lontano ottant'anni di viaggio spaziale, come prescritto dalla religione abbandona la vita cittadina condotta finora per ritirarsi in solitudine e silenzio in una delle tante case abbandonate in una zona di campagna un tempo fertile, ma coltivata così intensamente da essere ormai ridotta ad acquitrino quasi inutilizzabile.
Dopo due anni, trascorsi con la sola compagnia dei suoi animali domestici, il volpino Tikuli e il gatto Gubu, si rende conto di non essere ancora riuscita a lasciare la presa sul mondo. Lo dimostra il fatto che abbia concesso la propria capanna come rifugio d'amore per due giovani innamorati, separati da un'insanabile faida tribale fra le loro famiglie. Quando questa modesta distrazione viene meno, per la probabile gravidanza della ragazza, Yoss sviluppa un certo interesse per un altro eremita che vive appartato poco distante, il Capo Abberkam (il suo nome significa letteralmente "Lingua del Signore"), giunto lì un anno prima, in disgrazia, disonorato, divorato dalla vergogna: eroe della Liberazione, capo del Partito Mondiale, propugnatore del principio della Libertà Razziale (Yeowe solo per i yeowiani, via non solo i wereliani, ma anche gli alieni dell'Ecumene), probabile vincitore delle prime Elezioni libere su Yeowe, ha visto la propria vita andare in pezzi subito prima che queste si tenessero, con il suicidio del figlio, le accuse di immoralità da parte della moglie, le prove delle sue appropriazioni indebite attraverso il Partito e la rivelazione di un piano segreto per far assassinare il Nunzio dell'Ecumene e far ricadere la colpa su un avversario, ex collaboratore.
A suo tempo Yoss, delusa dal nuovo regime di libertà rivelatosi pesantemente misogino e discriminatorio, è stata contenta per la sua rovinosa caduta, come per quella di qualsiasi altro uomo di potere. Ma ora, vedendolo visibilmente in difficoltà, solo e malato, va in suo soccorso e lo aiuta a guarire dalla pericolosa malattia respiratoria chiamata "berlot", nel suo caso aggravata dalla silicosi (causata dal lavoro in miniera, quand'era schiavo, prima della Guerra di Liberazione). Durante la convalescenza, Abberkam si confessa con lei, ammette di aver tradito la propria causa, di aver mentito e rubato, perché non poteva ammettere di aver perso la propria fede, e di aver temuto gli alieni perché la loro stessa esistenza sembrava sminuire il suo Dio.
Yoss si rende conto di quanto siano simili, entrambi vecchi, sconfitti dalla vita e rimasti soli, senza i propri figli, e comincia a provare una crescente attrazione per l'uomo, esplicitamente ricambiata.
Quando Yoss commette l'errore di bruciare legna invece di torba per scaldarsi e in sua assenza la casa si incendia, Abberkam temendo che lei sia all'interno irrompe nell'edificio in fiamme per cercarla, ustionandosi le mani e ferendosi alla testa. Yoss si prende nuovamente cura di lui e, rimasta senza casa, si trasferisce da lui, per cominciare una vita insieme.

### Il giorno del perdono (Forgiveness Day)
Solly Agat Terwa ha vissuto oltre mille anni in giro per lo spazio, ma in effetti è una giovane, inesperta diplomatica poco più che ventenne quando viene inviata dall'Ecumene nel regno del Gatay, stato cliente del Voe Deo, sul pianeta Werel.
Il suo sincero desiderio di conoscere i wereliani è frustrato dal suo essere donna: su Werel le donne rispettabili sono confinate in casa, invisibili, mentre lei, per la sua posizione pubblica, agli occhi dei wereliani si comporta come una schiava. L'unico modo per trattare da pari con i funzionari locali è vestirsi e comportarsi da uomo.
Vive con forte disagio la costante presenza di una guardia del corpo, il veot Teyeo, gentile ma freddo, rigido, silenzioso, che ai suoi occhi rappresenta i lati peggiori dei wereliani. Lui non può nascondere la sua profonda disapprovazione quando Solly, desiderosa di contatti umani, comincia a frequentare Batikam, un affascinante makil che probabilmente appartiene all'Hame, il movimento clandestino di liberazione delle proprietà.
Teyeo, cresciuto nelle campagne di Werel, ha avuto un'educazione austera, conservatrice, fondata sui valori della classe veot a cui appartiene per nascita: competenza, coraggio, rispetto di sé. Per carattere e formazione è particolarmente adatto alla vita militare: competente, obbediente, efficiente. ventiquattrenne, è inviato su Yeowe, pianeta dove è in corso una terribile guerra contro gli schiavi ribelli. Prima di partire, sposa l'amata Emdu e trascorre insieme a lei diciassette preziosi giorni. È convinto di tornare a casa dopo un normale periodo di ferma, ma l'andamento della guerra, durante la quale il Voe Deo deve limitare l'uso delle armi più distruttive per non precludersi il futuro ingresso nell'Ecumene, dove vige una severa Convenzione sulle Armi, lo costringe a rimanere per ben sette anni, fino alla ritirata dell'esercito wereliano.
Solo una volta tornato su Werel scopre che Emdu è morta molto tempo prima di malattia e che in patria è come se quella guerra perduta non ci sia mai stata: la classe veot è ormai un simbolo del passato, un ostacolo all'ammissione del Voe Deo nell'Ecumene. A soli 32 anni viene posto in congedo di durata illimitata e si ritrova ad essere inutile, fuori posto e superato in quella nuova era di pace. Deciso ad ampliare la sua educazione, incompleta e anacronistica, Teyeo segue un corso sulla storia dell'Ecumene il cui insegnante, "Vecchia Musica", gli offre di prestare servizio all'ambasciata ecumenica: dopo un anno di frustrante inattività nella capitale, è pronto ad accettare qualunque impiego. Ed è così che, dopo sette anni presso l'ambasciata, durante i quali ho sopportato con stoicismo il comportamento per lui troppo espansivo degli alieni, si ritrova a fare da guardia del corpo alla giovane Solly, che ai suoi occhi appare una bambina viziata, aggressiva, dalla sensualità esibita e spudorata, da cui è insieme attratto e disgustato, arrivando perfino a odiarla per l'ambivalenza di sentimenti che suscita in lui.
Quando Solly viene inviata nel Gatay, il regno deve affrontare ben due forti movimenti separatisti, uno di impostazione religiosa, quello dei Vecchi Credenti (gli "uomini-coltello") della religione originaria, sostituita d'autorità dal tualismo del Voe Deo, uno di impostazione nazionalista, quello dei Patrioti.
Durante il Giorno del Perdono, festa tualita che si è sovrapposta alla festa più importante della vecchia religione, un'autentica offesa per i Vecchi Credenti, alle cui celebrazioni Solly è vivamente invitata a presenziare, accade proprio ciò che Teyeo temeva e che lei aveva considerato pura paranoia militaristica: vengono sequestrati dai Patrioti, che vogliono ottenere dal governo del Gatay la rottura di ogni rapporto con il Voe Deo.
Durante la comune prigionia, i due mantengono una rigida separazione, senza alcun contatto reciproco. Ma più il tempo passa, più i due sviluppano stima e fiducia reciproca.
Solo dopo venti giorni, impauriti, affamati, ridotti allo sfinimento, ma uniti da un'assoluta intimità, scoprono dai rapitori la realtà di quanto successo nel Giorno del Perdono e nei giorni seguenti: i Patrioti hanno di fatto salvato Solly da un attentato dei Vecchi Credenti, le autorità del Gatay credendola morta nell'esplosione hanno colto il pretesto per eliminare tutti gli oppositori, e soprattutto il Voe Deo, che finora ha segretamente favorito le fazioni antigovernative, ha trovato la scusa per mandare le proprie truppe per pacificare il regno e forse annetterlo.
Attraverso il makil Batikam riescono a riferire all'ambasciata dell'Ecumene che sono ancora vivi e vengono liberati. Teyeo, tornato a casa, vi rimane fino alla morte dei genitori, poi libera tutte le sue proprietà con un atto di emancipazione irrevocabile, si riunisce con Solly e l'accompagna su Yeowe, dove è inviata come prima ambasciatrice dell'Ecumene. In seguito, lei viene inviata sulla Terra e quindi su Hain, ma al suo fianco c'è sempre l'orgoglioso, riservato marito veot di Werel.

### Un uomo del popolo (A Man of the People)
Pianeta di Hain. Nel pueblo di Stse, Havzhiva, della famiglia Yehedarhed e del Clan dell'Altro Cielo, cresce seguendo le usanze e rispettando le tradizioni di questa società strutturata in clan e fondata su complicate credenze e ritualità, senza pensare all'universo che si estende al di fuori del suo piccolo mondo, ignorando il significato delle grandi vestigia di epoche lontane in cui Hain è stato il punto di partenza dell'espansione umana su scala galattica.
A 15 anni partecipa al rito sacro collettivo del "passaggio di stato" perdendo la propria verginità sessuale con Iyan Iyan, coetanea del clan del Cavo Sepolto, di cui diventa il compagno. Lo attende una vita come tessitore, o nel ruolo cerimoniale di Erede del Sole, come già sua madre, poi però la visita di Mezha, donna che in passato è stata la compagna di suo padre Granito (non padre biologico, ma zio materno, come funziona da sempre a Stse) e in seguito ha abbandonato il clan per andare in città e diventare una "storica", gli apre nuove prospettive, sente che il mondo limitato di Stse non gli basta più.
A 19 anni, dopo aver concesso a Iyan Iyan il figlio desiderato, lascia il pueblo e raggiunge la città di Kathhad, dove comincia una nuova educazione, che lo costringe a fare i conti in modo traumatico con quello che ha saputo finora e che è stato alla base della sua identità.
L'apprendimento di tali e tante nuove conoscenze lo riempie inizialmente di rabbia, perché pensa che gli storici mantengano nell'ignoranza i villaggi, o che i villaggi mantengano nell'ignoranza i propri abitanti. Ma gli viene spiegato che la cultura del pueblo, che ora non riesce a evitare di vedere come credenze infantili e irrazionali, in realtà è vera e necessaria per la vita di quel luogo: quello che deve capire è che non esiste un solo tipo di conoscenza, il sapere locale non significa sapere parziale; esistono vari modi di conoscere, ognuno ha i propri pregi e difetti.
Il sapere universale dell'Ecumene non è nascosto, ma disponibile a tutti, semplicemente non ne viene imposto l'insegnamento nei villaggi, i cui abitanti, accettando il mistero e l'arbitrarietà dell'esistenza, offrono al mondo un proprio contributo intellettuale e spirituale, valido e importante quanto quello che può offrire lo storico, con il suo diverso sapere.
Dai 23 anni comincia a frequentare la Scuola Ecumenica sul vicino pianeta Ve. Si innamora di Tiu, che rappresenta esattamente quello che lui desidera essere: gli appare libera di spirito, equilibrata, la quintessenza della misura e della grazia. Lei è lusingata ma anche spaventata dalla sua appassionata devozione, si sente inadeguata. Il loro rapporto, imprevedibile ed intenso, è interrotto dalla partenza di Tiu per una missione sulla Terra, lontana 140 anni luce. 
Havzhiva si sente abbandonato e tenta di lasciarsi morire, ma viene salvato da guaritori e studenti che vengono dai villaggi e capiscono il suo stato di prostrazione.
Una volta ristabilito, riprende gli studi per altri due anni. L'uomo che è diventato non può più tornare a Stse, ma non vuole nemmeno vivere tra gli storici su Ve, quindi accetta di buon grado di essere inviato su Werel. Al momento della sua partenza, Werel ha un'immensa colonia schiavista, il pianeta Yeowe, al momento del suo arrivo, dopo ottant'anni di viaggio a velocità della luce, scopre che Yeowe, dopo una lunga e cruenta Guerra di Liberazione, è diventato indipendente e anche su Werel la schiavitù comincia ad essere messa in discussione. Secondo l'esperto inviato ecumenico Esdardon Aya ("Vecchia Musica"), Werel si sta distruggendo, mentre Yeowe sta cercando di costruirsi ed è su quel pianeta, sfregiato da secoli di sfruttamento, che ne hanno reso sterile la terra, e dilaniato dalle lotte interne seguite alla Liberazione, che Havzhiva viene mandato, come Vice-Nunzio.
Il suo arrivo nella Città di Yotebber è segnato da un evento negativo, ma decisivo. Uscito da solo, senza scorta, ad esplorare la città, subisce una violenta aggressione. In ospedale, a prendersi cura di lui è l'infermiera Yeron, che gli apre gli occhi sulla situazione delle donne di Yeowe: benché il movimento di liberazione sia partito proprio da loro, come ribellione al potere maschile, per poi diventare una rivolta di tutti gli schiavi contro i padroni, le donne non hanno ottenuto alcuna libertà, sono rimaste proprietà di nuovi possidenti. Yeron, medico e per quindici anni direttrice dell'ospedale, ora costretta a fare l'infermiera, è una delle autorevoli guide di un'organizzazione che crede sia necessario portare a termine il lavoro iniziato, con una nuova liberazione, e che l'unico modo non sia attraverso i fucili, ma attraverso l'educazione: va cambiata la mentalità padrone-schiavo di cui sono ancora tutti prigionieri.
Havzhiva si dichiara disposto ad ascoltare e aiutare, ma prima vuole imparare. Per questo gli viene consigliato di visitare le campagne, dove gran parte della secolare cultura schiavista delle piantagioni è rimasta intatta, come dimostra lo stupro rituale delle bambine a cui assiste.
Considerato dai Capi di Yeowe solo un utile simbolo, innocuo, irrilevante, uno studioso e non un uomo d'azione, Havzhiva riesce nel corso del tempo ad influenzare in modo sottile e non conflittuale il cambiamento, attraverso il proprio ruolo di Consigliere ecumenico.
Ormai cinquantacinquenne, tornato a Yotebber, rincontra Yeron, che lo accoglie con l'appellativo di eroe e ne riconosce l'importante cruciale per il movimento delle donne. Havzhiva riflette con lei sul fatto che non sia stato animato dal loro giusto spirito di ribellione, ma da uno spirito di accettazione: ha capito che non bisogna cambiare il mondo, ma cambiare la propria anima, per trovare un posto nel mondo. E lui l'ha trovato su Yeowe.

### Liberazione della donna (A Woman's Liberation)

#### Shomeke
Shomeke Radosse Rakam nasce schiava nelle campagne del Voe Deo, su Werel, proprietà dell'importante famiglia Shomeke.
Bambina irrequieta cresciuta nel Complesso degli schiavi, non viene destinata al lavoro nei campi, ma a sette anni comincia il tirocinio nella Casa madronale, come schiava di compagnia della signora Tazeu, che la chiama come un suo animale domestico, Toti, e la ospita nel proprio letto. A 10-11 anni comincia ad essere istruita e usata come oggetto sessuale, come altre giovani schiave. È perfettamente sottomessa, obbediente, prova la massima devozione verso la padrona e non nutre alcun desiderio di ribellione.
A 13-14 anni Tazeu la cede al figlio Erod (sente sapere che la schiava, dalla pelle scura, è figlia del marito, quindi i due sono fratellastri), che però sceglie di non servirsi di lei, perché considera ogni rapporto sessuale tra padrone e schiavo uno stupro, e le chiede di mentire sul loro rapporto: durante gli studi nella capitale è diventato membro della Comunità, per questo il padre l'ha rispedito a casa. Il giovane possidente condivide le proprie idee progressiste con i suoi schiavi, Rakam, Geu e Ahas, ma Rakam, giovane, ingenua e piena di gioia di vivere, non capisce come si possa voler tentare di capovolgere un sistema voluto dalla Natura e non riesce neanche a concepire cosa sia la rivoluzione in corso su Yeowe.
Ha 16 anni quando Yeowe raggiunge la Liberazione e soprattutto quando il padrone Shomeke è colpito da una terribile malattia e la signora Tazeu lo uccide, per mettere fine all'atroce agonia, e poi mette fine anche alla propria vita.
Erod, non ancora ventenne, emancipa tutti i propri quattrocento schiavi, dando loro il documento libertà e un po' di soldi per cominciare nuova vita, poi parte per la capitale. È un gesto idealistico, ingenuo, dall'effetto catastrofico.

#### Zeskra
La Casa di Shomeke viene saccheggiata, i signori delle piantagioni vicine fanno razzia degli schiavi emancipati che sono liberi per la legge, che però non ha effettivamente valore nelle tenute, perché il governo non vuole intromettersi negli affari dei possidenti.
Rakam viene portata nella grande tenuta Zeskra, insieme a molte altre schiave, dove per due anni è costretta ad essere una donna di piacere. Lì viene infine trovata e fatta fuggire da Ahas, membro dell'Hame, impegnato a rintracciare la gente di Shomeke.

#### La città
Dalle campagne viene sbalzata in una metropoli da due milioni di abitanti, dove viene ospitata in un complesso sovvenzionato dalla Comunità, che ospita molti ex schiavi. Si dedica all'apprendistato al lavoro, in una bottega di costruzione e decorazione scatole, ma soprattutto allo studio: cresciuta in un mondo senza storia, se ne appassiona e diventa il suo interesse principale. 
Presto è sufficientemente istruita non solo da insegnare a leggere e scrivere a ex-schiavi e liberti nella scuola dell'Hame, ma addirittura a tenere conferenze di storia per studenti avanzati, incentrate soprattutto sul tema dell'allevamento dei figli nelle varie culture.
Raggiunge la consapevolezza che la libertà non si riceve, ma si conquista. Soprattutto si rende conto che in questa lotta per la libertà le donne sono discriminate, come se avessero diritto solo ad una libertà parziale, diversa rispetto a quella piena degli uomini. Le sue idee, espresse con grande talento oratorio, la portano a scontrarsi con il Partito Radicale, nel quale milita Erod, e con i membri della Comunità, ai quali rinfaccia di sostenere l'emancipazione ma di tenere di fatto rinchiuse e prigioniere le proprie donne.
Quando il Voe Deo, in reazione all'influenza crescente del Partito Radicale, decide di cambiare la condizione giuridica degli schiavi emancipati (non più gareot, ma legati ad un padrone-garante, una manovra per indebolire i membri della Comunità), un uomo dell'ambasciata dell'Ecumene, Esdardon Aya ("Vecchia Musica"), che Rakam ha conosciuto ad una delle proprie conferenze, l'avverte che rischia l'arresto e le trova un posto come "merce di contrabbando" su un'astronave in partenza dal regno del Bambur per Yeowe.

#### Yeowe
Giunta su Yeowe, le sue qualifiche non vengono tenute in alcun conto e viene portata nel villaggio-cooperativa di Hagayot, nella regione di Yotebber, dove è costretta a lavorare nelle piantagioni di riso di palude e soprattutto dove scopre che vige una gerarchia pesantemente maschilista, che pone le donne in posizione subordinata.
Il primo anno è molto duro perché, benché il lavoro sia sopportabile, la mancanza di una prospettiva di cambiamento fa crollare il suo morale. Ma nel corso del secondo anno decide di reagire, non cedere allo spirito rinunciatario che ha colpito altre ex-schiave provenienti da Werel, mettere a frutto il proprio talento: malgrado la diffidenza e disapprovazione dei capi maschi, comincia ad insegnare a leggere a donne e bambini.
Assiste al primo importante cambiamento quando le donne del villaggio riescono ad ottenere che la loro parte degli introiti della cooperazione sia pagato in denaro e non in buoni con cui è possibile solo effettuare scambi e acquisti di prodotti locali, uno dei tanti modi per gli uomini di tenerle sotto controllo. Poi però, spinta da Tualtak, conosciuta nel viaggio da Werel, affermata professionista di città duramente provata dalla vita di campagna, decide di raggiungere la principale città della regione.
In ospedale, dove ha dovuto portare Tualtak, conosce la dottoressa Yeron, che l'aiuta ad essere assunta come insegnante, in un sistema educativo interamente da ricostruire, dopo trent'anni di guerra (un'intera generazione è cresciuta analfabeta), e la introduce nelle organizzazioni di donne impegnate a distruggere la "mentalità da schiavi" alla base della rigida gerarchia misogina.
Ad uno dei loro incontri conosce il Vice-Nunzio dell'Ecumene, Havzhiva, che le consegna da parte di Vecchia Musica non solo i suoi libri, abbandonati su Werel a causa della precipitosa partenza, ma un'intera, preziosa biblioteca. È sempre lui a spingerla ad insegnare all'università e a dirigerne la casa editrice. Fra i due nasce un'attrazione reciproca e l'ormai trentenne Rakam, che finora si è negata qualsiasi relazione sentimentale per la risoluta decisione di non essere più trattata come un oggetto, può lasciarsi andare, piangere tutti i propri dolori e vergogne, essere finalmente libera di tornare a vivere di nuovo e "fare l'amore" per la prima volta.
Insieme ad Havzhiva, ognuno nel proprio ruolo (lui come consigliere dell'Ecumene perché, pur desiderando essere yeowiano, sa che è proprio il suo essere "alieno" a renderlo utile; lei come insegnante e scrittrice), nei decenni seguenti continuano a portare avanti la causa dell'emancipazione femminile.

## Edizioni
- Ursula K. Le Guin, Four Ways to Forgiveness, HarperCollins, 1995, ISBN 0-06-105234-5.
- Ursula K. Le Guin, Il giorno del perdono, traduzione di Giancarlo Carlotti, collana Il Libro d'Oro, Fanucci Editore, 1997,  p. 253, ISBN 88-347-0587-4.